# Doddanagamangala, Bangalore South
Doddanagamangala là một làng thuộc tehsil Bangalore South, huyện Bangalore Urban, bang Karnataka, Ấn Độ.